# Côme d'Étolie
Côme d'Étolie, ou Cosmas l'Étolien (en grec moderne : Κοσμάς ο Αιτωλός), né en 1714 à Mégas Déndros (el), un village d'Étolie non loin de Thérmo, et mort en 1779 en Albanie, est un saint orthodoxe.

## Vocation monastique

### Vie de moine
Il est tonsuré à Philothéou. Pendant ses années d'étude au mont Athos auprès des plus grands maîtres de la spiritualité, il se rend célèbre pour son zèle et ses vastes connaissances. Il est d'abord enseignant à Constantinople aux environs de 1758. Il est aidé par son frère alors professeur dans le quartier universitaire de la capitale de l'empire ottoman, le Phanar. C'est d’ailleurs ce dernier prénommé Chrysanthe qui le recommande auprès des autorités religieuses. Après cela, il parcourt l'ensemble de la Grèce comme moine itinérant. Les traditions orales donnent l'image d'un prophète ayant laissé des prémonitions à but moralisateur.

### Vénération
Il est considéré par les historiens de l'orthodoxie et ceux de la Grèce contemporaine comme l'un des personnages les plus fascinants et mystérieux de cette période du XVIIIe siècle grec qui voit l'éveil de la conscience nationale.
Les sources sont rares, la plus importante d'entre elles est un bref poème de Serge Macarios.

## Martyr
Il est vénéré par l'Église grecque orthodoxe comme hiéromartyr. C'est en raison de son apostolat en Épire et en Albanie qu'il fut martyrisé par les autorités ottomanes en 1779 en Albanie. Néanmoins, peu de temps avant sa mort, il acquiert une réputation de thaumaturge autant du point de vue chrétien que du point de vue musulman. 

## Fondateur de l’Église orthodoxe d'Albanie
Il est considéré par les orthodoxes d’Épire du Nord, c’est-à-dire la partie méridionale de l'Albanie peuplée majoritairement de grecs, comme le fondateur de l’Église orthodoxe d'Albanie, il est d’ailleurs enterré en Albanie. Des cérémonies ont lieu chaque année à Kolkondas en Albanie en présence des autorités patriarcales d'Albanie.

## Canonisation
Sa canonisation est ordonnée par le patriarche Athénagoras de Constantinople en 1961 et il est fêté le 24 août. En raison de sa prophétie sur l'avenir des sciences techniques, il est le saint patron des aviateurs[source insuffisante].